# Gerhard Mähner
Gerhard Mähner (* 3. April 1910 in Bad Neustadt an der Saale; † 8. August 1970 in Nürnberg) war ein deutscher nationalsozialistischer Studentenfunktionär.

## Leben
Mähner wuchs als Sohn eines evangelischen Pfarrers auf. 1926/27 war er dem Bund Oberland beigetreten, 1927 der SA und zum 1. November 1928 der NSDAP (Mitgliedsnummer 104.372).
Mähner studierte Rechtswissenschaften an den Universitäten München und Erlangen und war 1929 bis 1934 Mitglied des Münchner Wingolf. 1929 wurde er Mitglied des Nationalsozialistischen Deutschen Studentenbundes (NSDStB) und übernahm dort 1930 die Funktion des Hochschulgruppenführers an der Universität München. 1931/32 war er Fraktionsführer des NSDStB im AStA der Universität Erlangen, 1931 bis 1933 AStA-Vorsitzender.
Nach dem Referendarexamen (1933) wurde er 1934 Leiter der Hauptstelle für Politische Erziehung in der Reichsleitung des NSDStB und im November 1936 Leiter des Amtes Politische Erziehung in der Reichsstudentenführung sowie Beauftragter des Reichsstudentenführers für Disziplinar- und Ehrensachen. 1937 wurde er zum SA-Obertruppführer (entspricht Oberfeldwebel beim Militär) ernannt. Von September 1940 bis Mai 1941 amtierte er als geschäftsführender Stabsführer der Reichsstudentenführung, wurde dann aber als Leutnant zur Wehrmacht eingezogen. Er kam schwerstkriegsbeschädigt zurück.
Nach 1945 ließ er sich als Rechtsanwalt in Nürnberg nieder. Er wurde nach dem Krieg bis zu seinem Rücktritt 1964 erster Geschäftsführer des Verbandes Alter Wingolfiten. Er musste zurücktreten, nachdem seine Vergangenheit im Nationalsozialismus bekannt geworden war.